# カール・メニンガー

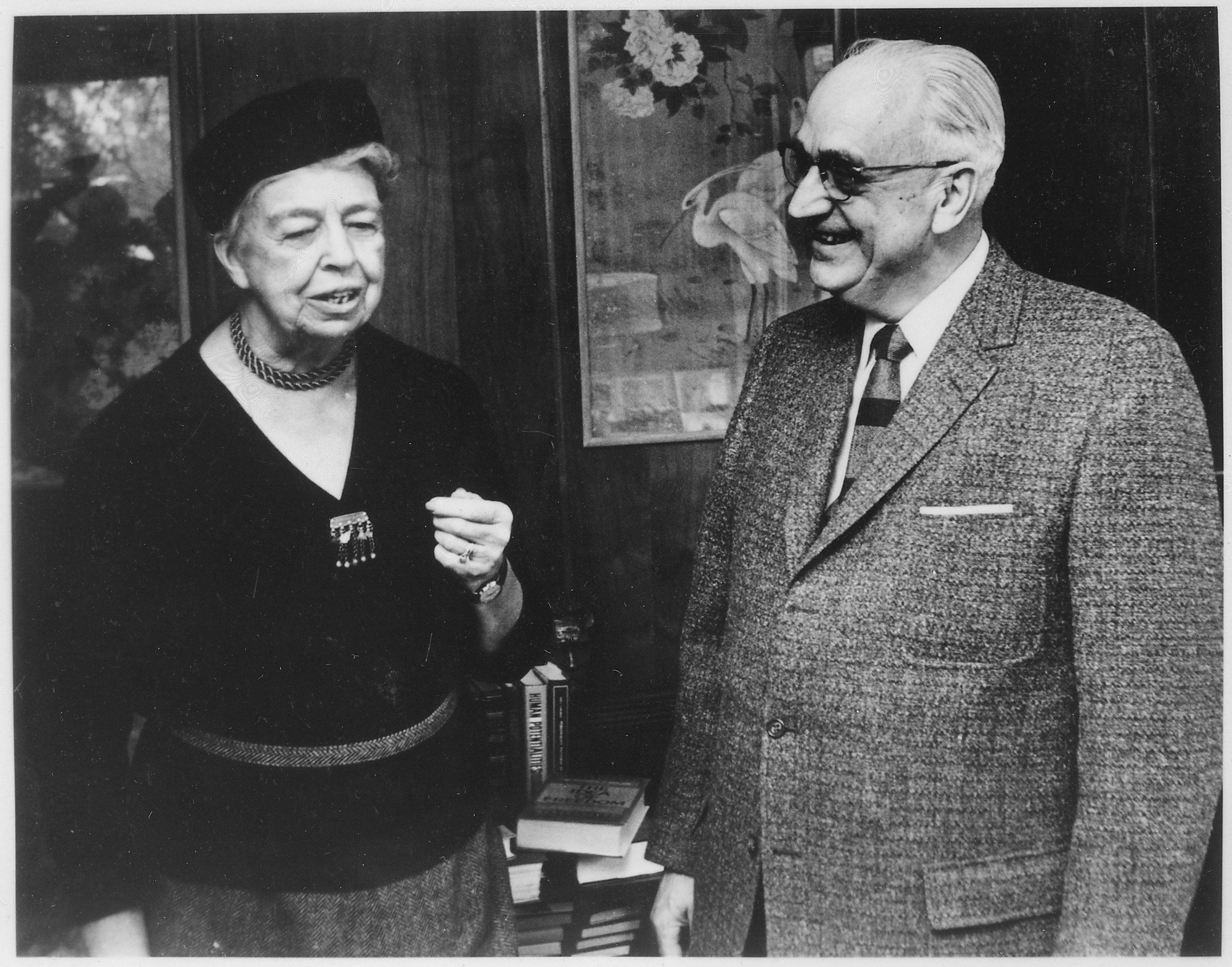
エレノア・ルーズベルトとカール・メニンガー（1959年）

カール・オーガスタス・メニンガー（Karl Augustus Menninger、1893年7月22日 - 1990年7月18日）は、アメリカの医学者、精神科医、精神分析家。
カンザス州トピカに医者の子として生まれる。ウォッシュバーン大学、ウィスコンシン大学を経て、ハーバード大学医学課程を卒業する。インターンのとき、精神医学に興味をもち、アーネスト・サザードのもとで精神医学を研究する。1925年メニンガークリニックを創設する。

## 著作（日本語訳）
- 『おのれに背くもの』（上下）、草野栄三良訳　日本教文社
- 『人間の心』（上下）、草野栄三良訳　日本教文社
- 『愛憎』、草野栄三良訳　日本教文社
- 『人間なるもの』、草野栄三良・小此木啓吾訳　日本教文社
- 『こわれたパーソナリティ』、同上　日本教文社
- 『取り残された人間教育』、同上　日本教文社。以上3部作は、シリーズ「精神分析の新分野」
- 『刑罰という名の犯罪』、内水主計訳　思索社
- 『精神分析技法論』、小此木啓吾・岩崎徹也訳　岩崎学術出版社〈現代精神分析双書〉